# Epiclytus ruficaudus
Epiclytus ruficaudus är en skalbaggsart som beskrevs av J. Linsley Gressitt 1951. Epiclytus ruficaudus ingår i släktet Epiclytus och familjen långhorningar. Inga underarter finns listade i Catalogue of Life.